# 本城雅人
本城 雅人（ほんじょう まさと、1965年6月19日 -）は、日本の小説家・推理作家。元新聞記者、スポーツジャーナリスト。

## 経歴
神奈川県藤沢市出身。本名：楠山正人（くすやま まさと）。
明治学院大学経済学部卒業後に産業経済新聞社に入社。｢サンケイスポーツ｣の記者としてプロ野球、競馬、メジャーリーグ取材などに携わる。20年間勤めた記者を退職後に作家に転身。2009年、「ノーバディノウズ」が第16回松本清張賞の最終候補作となる（受賞作は牧村一人『アダマースの饗宴』）。受賞はのがしたものの同作で小説家デビュー。2010年、同作で第1回サムライジャパン野球文学賞大賞を受賞。本城雅人は「一球一球にさまざまな思惑が交錯する野球は最高の推理ゲーム。作家になって最初にいただいた賞なので光栄に思う」と語った。
デビュー作から野球をテーマにしたミステリー小説を得意としており、多く書き続けている。その他には競馬や警察、新聞記者の現場などを題材とした作品もある。
2018年春に自作の『ミッドナイト・ジャーナル』がドラマ化される。

## 受賞・候補歴
- 2009年、『ノーバディノウズ』で第16回松本清張賞候補。
- 2010年、『ノーバディノウズ』で第1回サムライジャパン野球文学賞受賞。
- 2016年、『トリダシ』で第18回大藪春彦賞候補、第37回吉川英治文学新人賞候補。
- 2017年、『ミッドナイト・ジャーナル』で第38回吉川英治文学新人賞受賞。
- 2018年、『傍流の記者』で第159回直木三十五賞候補。

## 作品リスト

### 単著
- ノーバディノウズ（2009年8月 文藝春秋 / 2013年1月 文春文庫）
- スカウト・デイズ（2010年7月 PHP研究所 / 2012年11月 PHP文芸文庫 / 2016年2月 講談社文庫）
- 嗤うエース（2010年8月 幻冬舎 / 2012年10月 幻冬舎文庫 / 2016年12月 講談社文庫）
- W（ダブル）（2010年9月 徳間書店）
  - 【改題】偽りのウイナーズサークル（2013年11月 徳間文庫）
- オールマイティ（2011年3月 文藝春秋）
  - 【改題】ビーンボール スポーツ代理人・善場圭一の事件簿（2014年3月 文春文庫）
- シューメーカーの足音（2011年10月 幻冬舎 / 2013年10月 幻冬舎文庫 / 2017年5月 講談社文庫）
- 球界消滅（2012年7月 文藝春秋 / 2015年1月 文春文庫）
- 希望の獅子（2012年9月 講談社）
  - 【改題】境界 横浜中華街・潜伏捜査（2015年7月 講談社文庫）
- ボールパークの魔法（2012年10月 東京創元社）
  - 【改題】ボールパークの神様（2015年5月 創元推理文庫）
- ジーノ 渋谷署組織犯罪対策課刑事（2013年1月 朝日新聞出版）
  - 【改題】グレイゴースト（2020年8月 双葉文庫）
- 慧眼 スカウト・デイズ（2013年7月 PHP研究所）
  - 【改題】スカウト・バトル（2016年7月 講談社文庫）
- 去り際のアーチ（2013年12月 徳間書店 / 2016年8月 徳間文庫）
  - 収録作品：塀際の魔術師 / スイートアンドビター / カラスのさえずり / 永遠のジュニア / トモ、任せたぞ！ / 旅立ちのフダ / 人生退場劇場
  - 【改題・増補】去り際のアーチ もう一打席！（2020年4月 講談社文庫） - 「笑えない男」を増補
- サイレントステップ（2014年7月 新潮社）
  - 【改題】騎手の誇り（2017年9月 新潮文庫）
- 誉れ高き勇敢なブルーよ（2014年10月 東京創元社 / 2017年3月 講談社文庫）
- 贅沢のススメ（2015年1月 講談社 / 2017年1月 講談社文庫）
- LIFE（2015年4月 双葉社 / 2017年8月 双葉文庫）
- トリダシ（2015年7月 文藝春秋 / 2018年4月 文春文庫）
- ミッドナイト・ジャーナル（2016年2月 講談社 / 2017年12月 講談社文庫）
- マルセイユ・ルーレット（2016年5月 双葉社 / 2019年3月 双葉文庫）
- 英雄の条件（2016年7月 新潮社 / 2019年2月 新潮文庫）
- 紙の城（2016年10月 講談社 / 2020年1月 講談社文庫）
- 監督の問題（2017年7月 講談社 / 2020年3月 講談社文庫）
- 代理人（エージェント）（2017年11月 実業之日本社）
  - 【改題】代理人 善場圭一の事件簿（2020年6月 実業之日本社文庫）
- 傍流の記者（2018年4月 新潮社 / 2020年12月 新潮文庫）
- 友を待つ（2018年7月 東京創元社 / 2022年5月 祥伝社文庫）
- 時代（2018年10月 講談社 / 2021年3月 講談社文庫）
- 崩壊の森（2019年3月 文春藝秋 / 2022年2月 文春文庫）
- 穴掘り（2019年8月 双葉社）
- 流浪の大地（2020年2月 KADOKAWA）
  - 【改題】不屈の記者（2023年1月 角川文庫）
- オールドタイムズ（2020年7月 講談社/ 2022年10月 講談社文庫）
- あかり野牧場（2020年9月 祥伝社/ 2023年４月 祥伝社文庫）
- 終わりの歌が聴こえる（2021年2月 幻冬舎/ 2024年5月 幻冬舎文庫）
- 黙約のメス（2021年10月 新潮社/ 2025年1月 祥伝社文庫）
- 四十過ぎたら出世が仕事（2021年12月 祥伝社）
- にごりの月に誘われ（2022年4月 東京創元社）
- 夢を喰う男 ダービー3勝を遂げた馬主、ノースヒルズ前田幸治の覚悟（2022年6月 幻冬舎） - ノンフィクション
- 残照（2022年8月 文藝春秋）
- キングメーカー（2023年3月 双葉社）
- 二律背反（2023年9月 祥伝社）
- 宿罪 二係捜査(1) (2023年9月 角川文庫)
- 逆転 二係捜査(2) (2023年10月 角川文庫)
- ゴースト 二係捜査(3) (2023年11月 角川文庫)
- 九人のレジェンドと愚か者が一人（2024年6月 東京創元社）
- 潜伏 二係捜査(4)(2024年9月 角川文庫)
- 独白 二係捜査(5)(2024年10月 角川文庫)
- 真贋 二係捜査(6)(2024年11月 角川文庫)
- 灯火（2025年3月 祥伝社）
- 医療Gメン氷見亜佐子 ペイシェントの刻印 (2025年2月 集英社文庫)

### アンソロジー
「」内が本城雅人の作品
- ザ・ベストミステリーズ 2014 推理小説年鑑（2014年5月 講談社）「コーチ人事」
  - 【分冊・改題】Life 人生、すなわち謎 ミステリー傑作選（2017年4月 講談社文庫）
- 短篇ベストコレクション 現代の小説2016（2016年6月 徳間文庫）「持出禁止」

### 雑誌掲載作品
- 碧落（講談社 『小説現代』2012年11月号）
- 持出禁止（『読楽』 2015年12月号）
- 販売拒否（『IN★POCKET』2016年11月号）
- 朝日のあたる病院（『ジャーロ』No.101 2025 JULY - ）

### 新聞コラム
- ぱかぱか日和（毎週月曜日に『中日スポーツ』『東京中日スポーツ』レース面に連載、2010年 - ）

## 映像化作品

### テレビドラマ
- ミッドナイト・ジャーナル 消えた誘拐犯を追え！七年目の真実（2018年3月30日、テレビ東京系、主演：竹野内豊）